# Narcyza Żmichowska
Narcyza Żmichowska (pronunțat [narˈt͡sɨza ʐmʲiˈxɔfska], n. 4 martie 1819, Varșovia, Imperiul Rus – d. 24 decembrie 1876, Varșovia, Imperiul Rus), cunoscută și după popularul său pseudonim Gabryella, a fost o romancieră și poetă poloneză. Este considerată o precursoare a feminismului în Polonia.
Primul roman al ei, publicat în 1846, a fost Poganka (Păgâna), în care este cunoscut că și-a exprimat interesul afectiv față de prietena sa Paulina Zbyszewska. Cartea a fost publicată de Northern Illinois University Press în 2012 într-o traducere în limba engleză de dr. Ursula Phillips. Scrisorile către prieteni și familie scrise de Żmichowska au fost publicate în cinci volume de Universitatea din Wrocław în 1960. Aici, ea și-a exprimat interesul afectiv pentru un bărbat căsătorit, Edward Dembowski, ceea ce a dus la un scandal. Corespondența ei cu Bibianna Moraczewska (o femeie care era necăsătorită la alegerea ei, la ca și Narcyza), care a durat 32 de ani, a constat majoritar în discursuri intelectuale.

## Viață
Żmichowska a devenit guvernatoare pentru nobila Casă de Zamoyski în 1838. A mers cu angajatorul ei la Paris, unde s-a reîntâlnit cu fratele ei Erazm, revoluționar polonez, exilat din Polonia Rusă (Zabór rosyjski) după răscoala anti-țaristă din noiembrie strivită de armata imperială. Opiniile politice și sociale ale fratelui ei au influențat-o foarte mult pe Narcyza. La sfatul lui, s-a înscris la Bibliothèque Nationale și a devenit una dintre primele femei de la Academia Franceză.

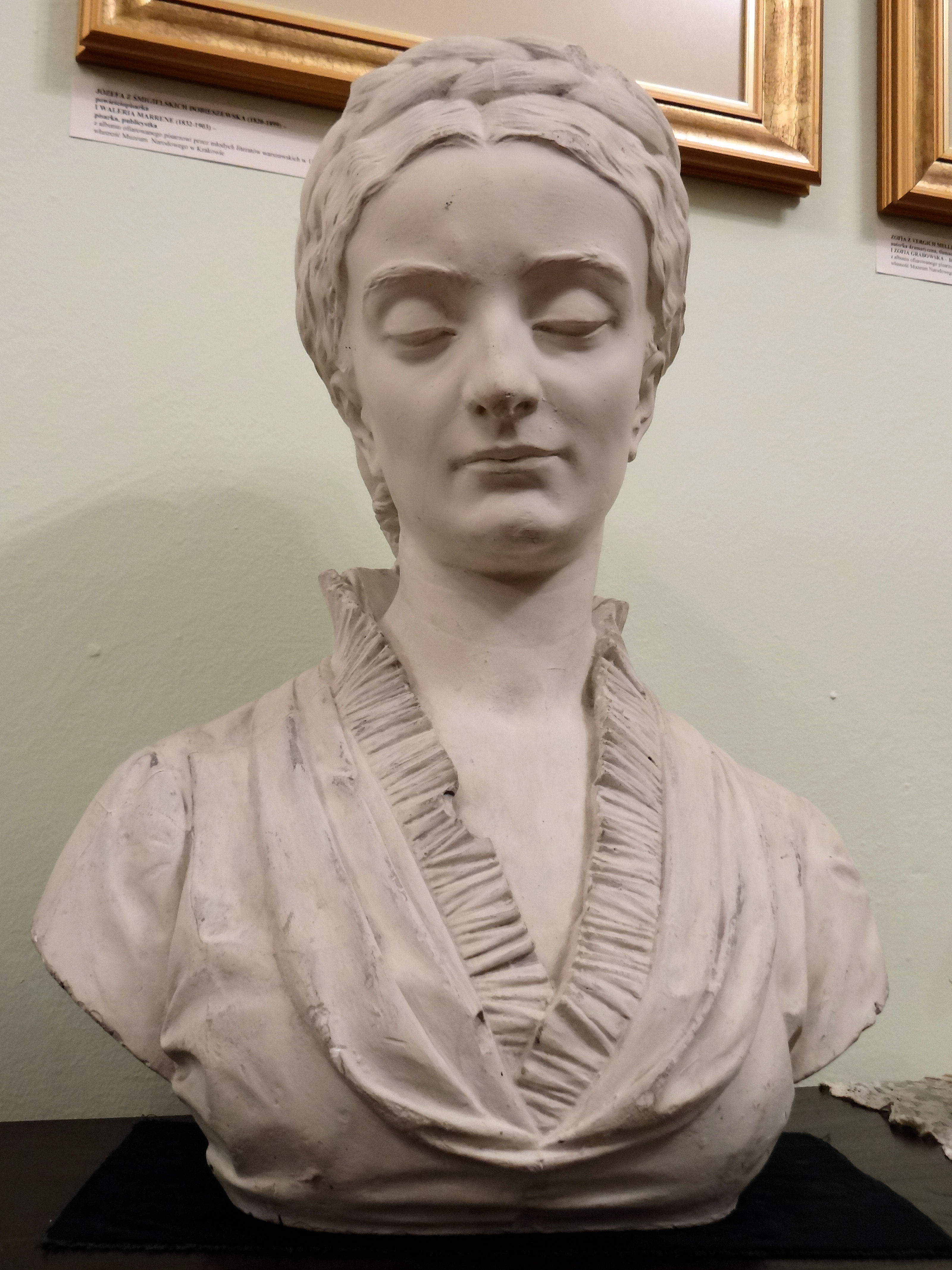
Narcyza Żmichowska de Władysław Radzikowski, bust la Muzeul de Istorie din Cracovia, anii 1880

Șederea ei în Franța a schimbat-o complet pe Żmichowska. A început să-și exprime public opiniile radicalizate despre femei; fiind etichetată de vecinii ei burghezi drept „excentrică”. A fumat trabucuri, ceea ce era interzis femeilor. Cunoașterea perfectă a limbii franceză i-a permis Narcyzei să își găsească cu ușurință un nou loc de muncă la întoarcerea în Polonia ocupată. Ea a revenit în țară în septembrie 1839, când s-a întâlnit cu autoarea unor cărților populare, Bibiana Moraczewska, și cu istoricul Jędrzej Moraczewski. Schimbul de opinii i-a consolidat credința că națiunea este formată din toate straturile sociale și că țăranii afectați de-a lungul istoriei ar trebui educați. Problema luptei pentru independența poloneză și-a găsit, de asemenea, un loc important în preocupările ei. A devenit guvernantă pentru patru copii ai lui Stanisław Kisielecki într-o moșie din apropiere de Łomża. A călătorit frecvent la Varșovia, unde s-a întâlnit cu alți intelectuali. A debutat în revista literară Pierwiosnek și a scris deseori în alte reviste poloneze în timpul cenzurii ruse, inclusiv în Pielgrzym (editată de Eleonora Ziemięcka) și în Przegląd Naukowy, unde au publicat și alte femei. Żmichowska a fondat un grup de sufragete la Varșovia activ în perioada 1842-1849, care a luat parte și la activități anti-țariste. Ea a fost arestată de ruși la Lublin și condamnată la 18 ani de închisoare în 1849 pentru apartenența sa la organizația secretă Asociația Națiunii Poloneze - Związek Narodu Polskiego (pl).

## Lucrări scrise
- Poganka OCLC 10016526
- Książka pamiątek
- Dwoiste życie
- Czy la powieść? OCLC 26836636
- Ścieżki przez życie OCLC 4232707
- Biała róża OCLC 28856696
- Wolne chwile Gabryelli
- Wykład nauk przeznaczonych do pomocy w domowym wychowaniu panien
- Wybór powieści OCLC 3277138

## Legături externe
- Narcyza Żmichowska, culture.pl

Acest articol include informații din articolul echivalent pe Wikipedia poloneză.